# Суд Синедриона. «Повинен смерти»
«Суд Синедриона. „Повинен смерти“» — картина русского живописца Николая Николаевича Ге (1831—1894), написанная в 1892 году. Является частью «Страстного цикла».

## История

### Создание картины
Картина была написана к XX Передвижной художественной выставке 1892 года, но запрещена к экспонированию президентом Императорской Академии художеств великим князем Владимиром Александровичем. Вероятно, заметное влияние на это решение оказало письмо Победоносцева Александру III («Христос написан в самом отвратительном виде…»).

Его Христос тщедушен, мал ростом, некрасив. В частности, Александр III говорил: «Ну какой же это Христос, это больной Миклухо-Маклай».
— Татьяна Карпова, заведующая отделом живописи второй половины XIX — начала XX века Государственной Третьяковской галереи 
 Вторая жизнь «Суда Синедриона» // НТВ, из интервью программе «Сегодня» 19.12.2008
После наложения запрета Ге выставил картину для друзей в конференц-зале Академии наук, а затем увёз картину в своё имение на хутор Ивановский Черниговской губернии, где продолжал работу над ней; в письмах Л. Н. Толстому Ге упоминал, что неоднократно переписывал фигуру и лицо Христа.

### После смерти Ге
После смерти художника в 1894 году картина перешла по наследству его старшему сыну Н. Н. Ге-младшему, который переслал её (вместе с «Распятием» 1894 года) Л. Н. Толстому в Ясную Поляну. Для перевозки холст был снят с подрамника, завёрнут в свежие газеты и скатан в рулон. Когда дочь писателя Татьяна Львовна, занимавшаяся живописью, развернула рулон, выяснилось, что фрагменты газет влипли в красочный слой. Несмотря на попытки аккуратно их отделить, в некоторых местах газетный шрифт отпечатался на картине.
В 1897 году картина была предложена в дар Третьякову. После года раздумий тот согласился принять эту и ещё несколько картин Ге, и в 1898 году эти картины недолго экспонировались. Однако в том же году после смерти Третьякова по решению Совета музея картины были убраны из экспозиции, и «Суд Синедриона» на долгие годы попал в запасники.
В XX веке картина почти не экспонировалась из-за плохой сохранности: очень тёмный цвет, вспучивания красочного слоя, пузыри текли, а при любом прикосновении лопались. Последний раз до реставрации картина экспонировалась в 1981 году на монографической выставке Ге.

### Реставрация
Современные технологии позволили провести подробные химические и рентгеноскопические исследования, а потом и реставрацию картины, которая была закончена в 2008 году.
В результате исследований не подтвердился самый страшный для картины «диагноз» — «асфальтовая болезнь» (вызываемая применением чёрной краски на основе битума), которую современными средствами остановить невозможно.
Холст картины был не очень качественным — рентгенограммы показали, что, вероятно, на нём уже была живопись, которая была счищена. Потемнение красочного слоя было вызвано тем, что художник в качестве связующего пользовался прогоркшим маслом. Кроме того, переписывая картину, он накладывал верхние слои до того, как нижние полностью просохли. Специалисты объясняют всё это тем, что Ге в последние годы жизни испытывал материальные трудности; кроме того, он спешил, боясь не успеть претворить свои замыслы в жизнь.
Реставраторы укрепили поверхность красочного слоя и грунта. После удаления старого лака, загрязнений и реставрационных тонировок не только восстановился колорит картины, но и стали видны новые детали. Авторский холст был дублирован на реставрационный; полотно натянули на новый планшетный подрамник и реставрировали раму.
С 23 декабря 2008 года по 18 января 2009 года прошла презентация картины «Суд Синедриона»; отдельный раздел был посвящён истории её реставрации. Вновь широкой публике картина представлена с 2011 года, когда в Третьяковской галерее открылся именной зал Николая Ге.